# U.S. Route 84
U.S Route 84 (också kallad U.S. Highway 84 eller med förkortningen  US 84) är en amerikansk landsväg i USA.